# Harry Potter och Hemligheternas kammare (spel)
Spelet Harry Potter och Hemligheternas kammare släpptes 15 november 2002. Det publicerades av Electronic Arts och utvecklades av Eurocom för PC, Game Boy Advance, Game Boy Color, Playstation, Playstation 2, Xbox och Gamecube.

## Figurer
Figurerna kan skilja sig mellan de olika konsolerna.

### Spelbara
- Harry Potter - den tolvårige huvudpersonen i spelet. Han är medlem i elevhemmet Gryffindor, och hans bästa vänner är Ronald Weasley och Hermione Granger. Hans värsta fiender är Draco Malfoy, Severus Snape och Voldemort. Han förvandlas till Goyle under en del av spelet.

### Icke spelbara
- Hermione Granger - En av Harrys bästa vänner. Hon hjälper ibland Harry med hans lektioner. Hon anses vara en riktig besserwisser. Hon förstenas i slutet av spelet.
- Ron Weasley - Harrys vän. Ron leder även Harry till lektionerna och Quidditch-matcherna ibland. Förvandlas till Crabbe (inte i PC-versionen) då Harry blir till Goyle.
- Ginny Weasley - Rons lillasyster, som Harry måste rädda i slutet av spelet. I PS2-, Xbox- och Gamecube-versionerna måste Harry också finna flera saker som hon har tappat i Diagongränden.
- Fred Weasley och George Weasley - Rons tvillingbröder. De är kända för sina bus. De har en mindre roll i PC-versionen, men i PS2-, Xbox- och GC-versionerna ger de Harry en bättre Flipendo-förtrollning, lär honom hur man jagar tomtenissar, och väl tillbaka på Hogwarts öppnar de en butik i Gryffindortornet där Harry kan köpa saker som stinkbomber, trollkarlskort och formelboken till Alohomora. Butiken är bara öppen nattetid.
- Neville Longbottom - Harrys klumpige klasskamrat. I PS2-, Xbox- och Gamecube-versionerna fastnar han bakom en tapet, och Harry måste hitta Diffendo (se nedan) för att klippa loss honom.
- Draco Malfoy - en av Harrys värsta ovänner. Han ses ofta tillsammans med sina kompanjoner Vincent Crabbe och Gregory Goyle. Draco kan ställa till med mycket trubbel för Harry. Ses ofta smyga runt nattetid.
- Missnöjda Myrtle - ett klagande flickspöke som håller till på flicktoaletten på andra våningen.
- Albus Dumbledore - Hogwarts rektor. Dumbledore dyker upp i några filmscener för att tala om för Harry att han inte är Slytherins arvinge. Han dyker också upp mot slutet av dagen för att klargöra elevhemspoängen.
- Professor Gyllenroy Lockman - den nya läraren i försvar mot svartkonster. Hans klassrum finns på den tredje våningen.
- Minerva McGonagall - lärare i förvandlingskonst och Gryffindors föreståndarinna. Hennes klassrum finns på den första våningen.
- Madam Hooch (PS2, Xbox och Game Boy Advanced) - läraren i kvastflygning.
- Severus Snape - en mycket otäck lärare i trolldryckskonst och Slytherins föreståndare. Professor Snape verkar favorisera sina egna elever, och hatar tydligen gryffindorelever, särskilt Harry. Finns ofta nere i fängelsehålorna nära sitt klassrum.
- Filius Flitwick - lärare i trollformellära och Ravenclaws föreståndare. Hans klassrum finns på den andra våningen.
- Professor Sprout - lärare i örtlära och Hufflepuffs föreståndarinna. Växthuset där hon håller till finns till höger på skolgården.
- Rubeus Hagrid - Harrys vän tillika halvjätte som ofta håller till på sin lilla gård med grisar och getter.
- Oliver Wood (PS2, Xbox och Game Boy Advanced) - Gryffindors Quidditch-kapten. Han kallar Harry till det årets första Quidditch-träning, och sedan hittar man honom alltid vid Quidditchstadion om Harry vill pröva att flyga lite och träna att fånga den gyllene Kvicken.
- Percy Weasley (PS2, Xbox och Game Boy Advanced) - en Gryffindor-prefekt, den äldre brodern till Fred, George, Ron och Ginny. Percy kan man hitta i Gryffindor-tornet då han studerar om natten; han vill inte bli störd, och kastar ut Harry ur rummet om han ser eller hör honom. Oturligt nog leder enda vägen till Fred och Georges butik (se ovan) genom hans rum.
- Lord Voldemort i form av Tom Dolder - även känd som Mörkrets Herre. Han är spelets elakaste person som tar kontroll över Ginny genom sin dagbok. Harry möter honom och måste besegra honom och hans basilisk i slutet av spelet.
- Peeves - en poltergeist som älskar att ställa till det på Hogwarts. Om Harry möter honom kommer han att ställa till med mycket trubbel innan Harry kan klara av honom.

## Handling
Harry Potter kommer tillbaka till Hogwarts efter en usel sommar för att börja sitt andra år i träningen till att bli en trollkarl. Men allt är inte så fridfullt. Studenter förvandlas till sten och det går rykten om att Slytherins arvtagare är tillbaka. Misstänksamheten vänds mot Harry, men då Ginny Weasley kidnappas och tas in i Hemligheternas Kammare är Harry den som ger sig av för att rädda henne.
Lektionerna på skolan har förändrats lite. För att komma till slutet måste man fortfarande ta sig förbi en massa hinder, men nu går det dessutom på tid. Ju snabbare man avslutar banan, men samtidigt samlar in så många stjärnor som möjligt, desto fler elevhemspoäng får man. Harry lär sig också att göra en Wiggenwelddryck. Ingredienserna är Wiggenträbark och fladdermaskslem, vilka man kan köpa av olika elever för Bertie Botts bönor i alla smaker.

## Mottagande
IGN gav spelet väldigt gott betyg. I deras recension av PS2-versionen ansåg de att spelet definierade vad ett bra licensbaserat spel skulle vara.